# Vamo (Florida)
Vamo es un lugar designado por el censo ubicado en condado de Sarasota en el estado estadounidense de Florida. En el Censo de 2010 tenía una población de 4.727 habitantes y una densidad poblacional de 973,39 personas por km².

## Geografía
Vamo se encuentra ubicado en las coordenadas 27°13′22″N 82°29′36″O / 27.22278, -82.49333. Según la Oficina del Censo de los Estados Unidos, Vamo tiene una superficie total de 4.86 km², de la cual 3.83 km² corresponden a tierra firme y (21.07%) 1.02 km² es agua.

## Demografía
Según el censo de 2010, había 4.727 personas residiendo en Vamo. La densidad de población era de 973,39 hab./km². De los 4.727 habitantes, Vamo estaba compuesto por el 93.84% blancos, el 1.38% eran afroamericanos, el 0.3% eran amerindios, el 1.29% eran asiáticos, el 0.08% eran isleños del Pacífico, el 1.54% eran de otras razas y el 1.57% pertenecían a dos o más razas. Del total de la población el 7.83% eran hispanos o latinos de cualquier raza.